# Proposta contrattuale
La proposta (o offerta) è un atto giuridico unilaterale ricettizio rivolto ad uno o più soggetti (gli oblati) volto a raggiungere con il medesimo l'accordo, elemento costitutivo del contratto (v., ad esempio, l'art. 1325, n.1, del Codice civile italiano).
La proposta deve contenere tutti gli elementi essenziali del contratto, altrimenti è solamente un invito a proporre.